# عرف (كوهمرة خامي)
عرف (بالفارسية: عرف) هي قرية تقع في إيران في قسم كوهمرة خامي الريفي. يقدر عدد سكانها بـ 0 نسمة بحسب إحصاء 2016.